# The Hour of Bewilderbeast
The Hour of Bewilderbeast är den brittiske singer/songwritern Badly Drawn Boys debutalbum. Albumet blev när det släpptes, 26 juni 2000, mycket kritikerrosat. Detta visade sig också när albumet vann Mercury Music Prize 2000. Från albumet släpptes singlarna Once Around the Block, Another Pearl, Disillusion och Pissing in the Wind.

## Låtlista
1. "The Shining"
2. "Everybody's Stalking"
3. "Bewilder"
4. "Fall in a River"
5. "Camping Next to Water"
6. "Stone on the Water"
7. "Another Pearl"
8. "Body Rap"
9. "Once Around the Block"
10. "This Song"
11. "Bewilderbeast"
12. "Magic in the Air"
13. "Cause a Rockslide"
14. "Pissing in the Wind" (på vissa utgåvor omdöpt till "Spitting in the Wind")
15. "Blistered Heart"
16. "Disillusion"
17. "Say It Again"
18. "Epitaph"